# Пташина лапка (геральдика)
Пташина лапка — негеральдична фігура в геральдиці, що представляє природну пташину лапку в більш-менш стилізованому вигляді.

## Зображення
На ньому зображена пташина лапка з довгими, гострими і вигнутими кігтями, часто з різними тинктурами. Часто пір'я все ще видно на стегні (вони також часто мають різну тинктуру). Пташина лапка зазвичай зображена на гербі окремо, але також зустрічається парами або групами.
На початку розвитку геральдики не існувало візуального розрізнення між лапами та пір'ям окремих видів птахів. З ранніх зображень не можна зробити висновок, чи належить відповідна пташина лапка співочому, хижому, плаваючому чи бігаючому птахові, а також не можна з абсолютною впевненістю сказати, який саме це птах. Розташування пальців геральдичної пташиної лапи не дозволяє зробити жодних висновків про відповідний вид птаха, оскільки майже завжди зображувалось анісодактильне розташування пальців (три передні пальці і один задній).
Пізніше, крім пташиної лапки, були встановлені особливі зображення пташиних лап: орлина лапа, куряча лапа, лапа грифона, перетинчаста лапа і так далі, хоча зображення могли змінюватися в ту чи іншу сторону протягом століть. Наприклад, на гербі Унтерриксінгена спочатку була зображена плаваюча пташина лапка (гусяча лапка). Однак сьогодні на гербі зображено «лапу чорного орла». А на гербі Онсбаха спочатку містилося зображення, схоже на курячу лапку, Пізніше це зображення було доповнено перетинками.
У гербовому описі пташиної лапки обов'язково вказується її положення та постава (наприклад: «Щит із зігнутою в коліні пташиною лапкою справа»).
Зображення пташиної лапки на гербі також підходить для утримання предметів, особливо зброї, наприклад стріл.

## Галерея

### Місцевий герб

Лапа орла та червона частина - Айндлінг
Орлина оапа, поєднана двома лілейними смужками, з'єднаними вгорі - Аульфінген
Перетинчаста лапка - Банхбрюкен
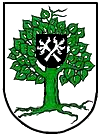
Перехрещені орлині лапи на щитку - Біссінген-об-Лонталь
Лапа грифона - Бухгофен
Качина лапка стискає яблуко - Енінген
Гусяча лапка - Майнц-Гонзенхайм
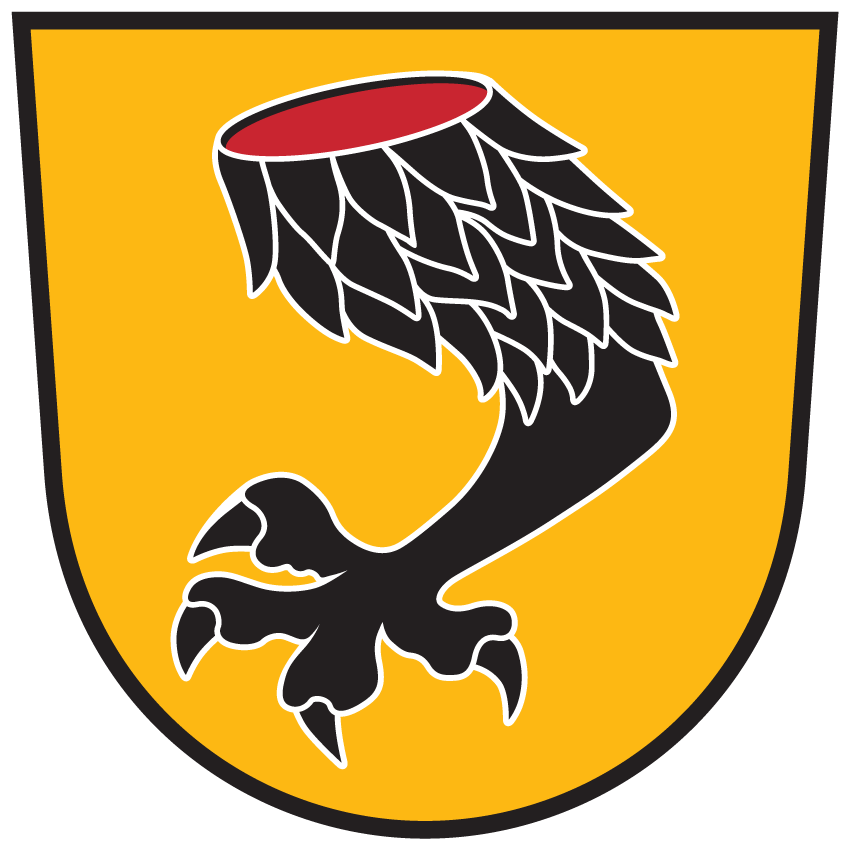
Лапа грифона - Гріффен
Лапа грифона в Гундгаймі на честь родини Грайфенклау
Гусяча лапка - Грос-Циммерн
Перехрещені орлині лапи - Зонтгайм
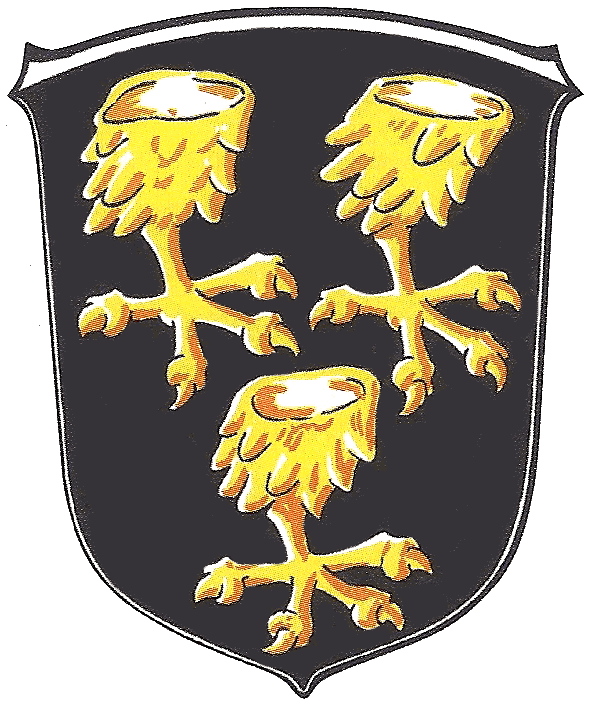
У трикутник - Упгант-Шотт
Ручка для ключа у формі качиної лапки - Вайссах-ім-Таль
Крилолапа орла - Пернегг

### Родовий герб

Герб родини Бекешів
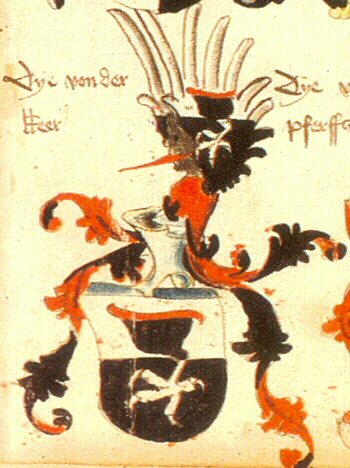
Герб Родіні «фондер Кере»